# Genoll valg
Genoll valg o genu valgum designa la deformació del membre inferior caracteritzada per l'obliqüitat de la cama, que forma amb la cuixa un arc de concavitat cap endins. És una deformitat caracteritzada perquè la cuixa i la cama es troben desviades, en el pla frontal, de manera que formen un angle cap a fora en l'eix diafisial femoropatel-tibial (l'angle que va des de la cresta ilíaca anterosuperior, passant per la ròtula fins al turmell). Quan l'individu està dret, els genolls s'aproximen cap a la línia mitjana, és a dir, els talons dels peus estan separats i els genolls junts.
Aquesta deformació pot ser unilateral o bilateral i afecta principalment els infants, i és denominat genoll valg fisiològic o essencial, i es guareix espontàniament durant la creixença. Així mateix, també pot presentar-se com a conseqüència d'una artrosi de l'hemiarticulació externa del genoll, en el raquitisme o en osteocondrodisplàsies.
El desenvolupament habitual de les cames del nen sovint comporta, durant el primer any de vida, una alineació arquejada cap enfora dels membres inferiors, els anomenats genolls vars fisiològics; aquest arqueig natural sol fer-se més visible quan el nen comença a caminar i sol resoldre's de manera espontània després dels 18 mesos d'edat i fins als 3 anys. A partir d'aquesta edat, molts nens tendeixen de manera progressiva a desenvolupar uns genolls valgs que habitualment s'han resolt cap als 7 anys.
En general, aquesta deformitat es localitza a nivell dels genolls o molt a prop, per exemple a la part superior de la tíbia.
Malgrat que generalment el genoll valg (i var) del nen es resolen espontàniament, quan aquestes deformitats no desapareixen o, fins i tot, augmenten o bé quan són més accentuades o només presents en una sola extremitat (unilaterals), pot tractar-se d'una forma potencialment progressiva, és a dir, que pot empitjorar amb el temps. Entre aquestes formes patològiques hem de citar: la malaltia de Blount (tíbia vara), diferents tipus de raquitisme, afeccions òssies generalitzades (displàsies òssies), i seqüeles de traumatismes o infeccions.

## Causes

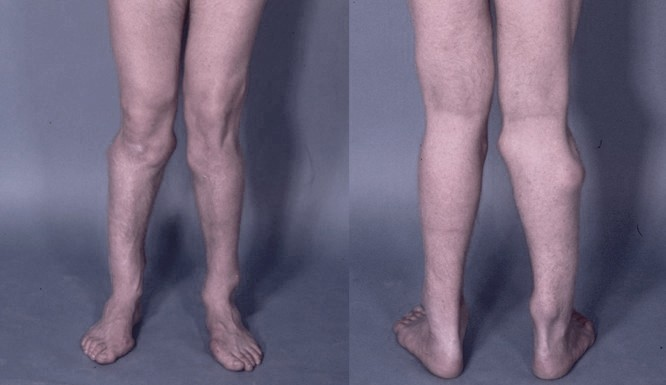
Genoll valg

D'etiologia múltiple:
- Seqüeles d'artritis
- Fractures
- Lesions paralítiques
- Contractura muscular

Les formes més freqüents són:
- El genoll valg raquític
- El genoll valg de l'adolescent

## Classificació
Se'n separen dos grans grups:
- El genu valg muscular, que es corregeix, caracteritzat per un augment dins de l'espai intermal·leolar.
- El genu valg ossi, no reductible, entre el fèmur i la tíbia.[4]

La seva aparició pot ser durant la infància, entre els 2 i 3 anys a propòsit de l'inici de la marxa, o en l'adolescència en particular en homes alts amb peu pla.

## Tractament
Quan el genu valg és lleu no s'hi aplica cap tractament.
En genu valg moderat, s'usen plantilles amb una falca supinadora.
En el cas d'un genu valg moderat bastant accentuat, es pot recórrer a una ortesi nocturna per intentar corregir la deformitat sense haver de recórrer al tractament quirúrgic.
Quan el genu valg és greu, es recorre al tractament quirúrgic.
En joves, es fixa la placa de creixement, però només la meitat (hemiepifisiodesis).
I en adults, es realitza una osteotomia en falca.